# Caecum orcutti
Caecum orcutti är en snäckart som först beskrevs av Dall 1885.  Caecum orcutti ingår i släktet Caecum och familjen Caecidae. Inga underarter finns listade i Catalogue of Life.